# Renault Eolab

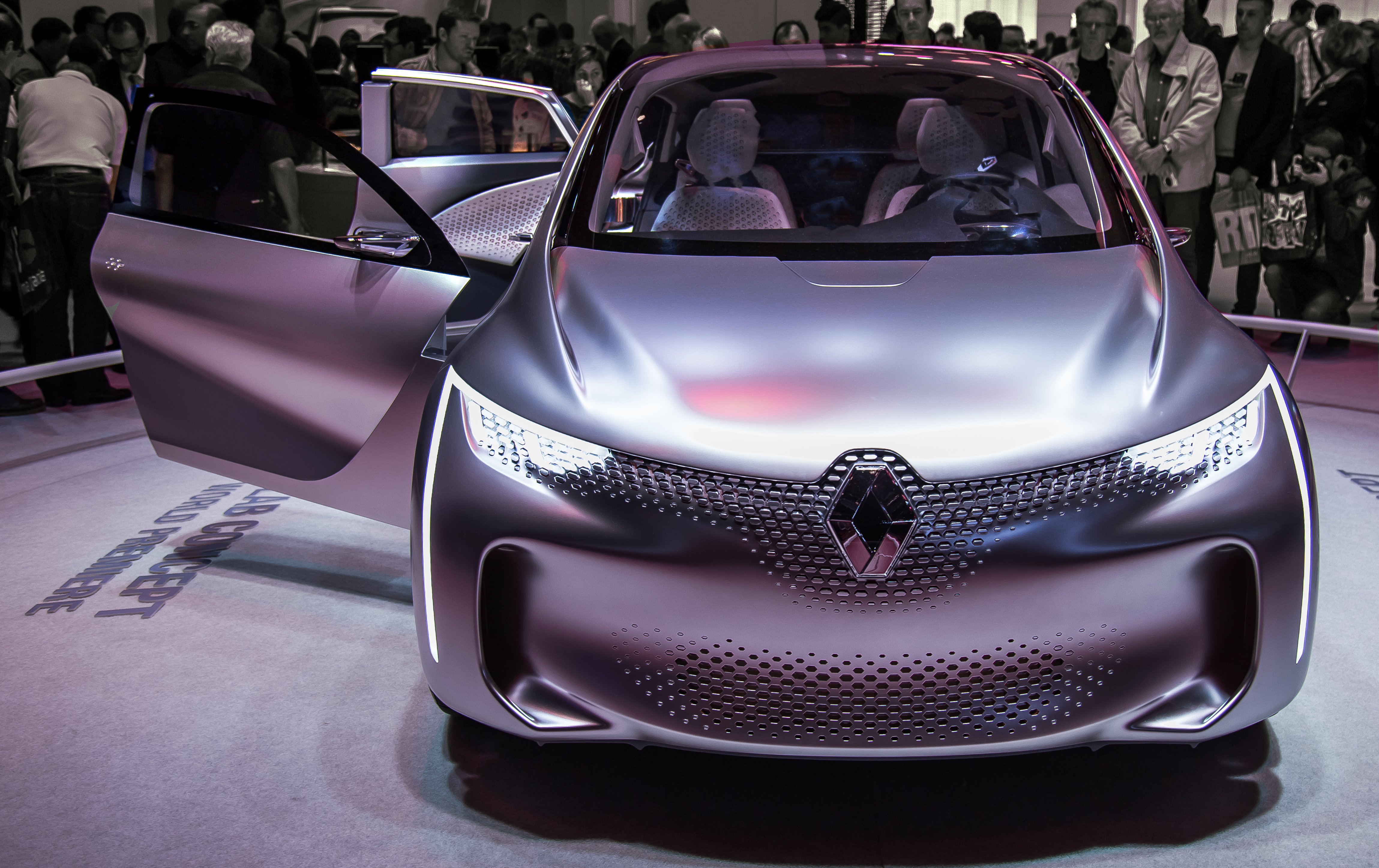
El Renault Eolab exhibido en el Salón de París de 2014.

El Renault Eolab es un prototipo de coche híbrido enchufable diseñado por el fabricante de automóviles francés Renault. Se estrenó a la prensa en septiembre de 2014, antes de su presentación formal en el Salón de París .
El automóvil supermini híbrido eléctrico Eolab muestra casi 100 innovaciones tecnológicas destinadas a producción, que aparecerán en futuros modelos para el año 2020. Cuenta con un motor de gasolina de 1.0 litros de tres cilindros que produce 76 CV (56 kW), emparejado con otro eléctrico den 40 kW (54 CV)  de flujo axial discoide situado en la carcasa del embrague. Toda la potencia se transmite a las ruedas delanteras a través de una caja de cambios de tres velocidades. Una batería de iones de litio de  6,7 kWh está conectada al sistema, la cual suministra 64 km de movimiento todo-eléctrico.
El Eolab cuenta con dos modos de conducción: entre semana, que hace hincapié en las bajas emisiones, y un modo alternativo 'fin de semana'. Los resultantes de emisiones de CO2 son inferiores a 22 g/km.
Para mantener el peso en vacío del coche en 995 kg (400 kg menos que el Renault Clio en producción), el cuerpo se construye a partir de una combinación de acero, aluminio y materiales compuestos, con el techo completamente de magnesio. El coche también incorpora tres niveles de altura, que baja el coche y reduce la resistencia, trabajando en conjunto con la aerodinámica activa en los embellecedores de las ruedas (con neumáticos estrechos de 145 mm) y spoilers, para reducir el coeficiente de resistencia aerodinámica a 0,235 Cd .